# Bianca Pfitzinger
Bianca Pfitzinger (* 11. April 1997 in Jettingen als Bianca Brösamle) ist eine deutsche Fußballspielerin, die für den VfL Sindelfingen in der Bundesliga spielte.

## Karriere
Pfitzinger startete ihre Karriere 2003 im Alter von 6 Jahren beim FC Unterjettingen. Nach sieben Jahren verließ sie 2010 den FC Unterjettingen und wechselte in die D-Jugend des VfL Sindelfingen. Im Sommer 2013 rückte die damals 16-jährige gemeinsam mit zwölf anderen Juniorenspielerinnen aus der B-Jugend in die Seniorenmannschaft auf. Dort feierte sie am 8. September 2013 noch unter ihrem Geburtsnamen Brösamle ihr Bundesliga-Debüt für den VfL Sindelfingen im Derby gegen die TSG 1899 Hoffenheim. Nach dem Abstieg des VfL Sindelfingen in der Saison 2013/14 spielte sie bis 2015 in der 2. Frauen-Bundesliga. Seit der Saison 2016/17 spielt sie für die zweite Mannschaft des VfL Sindelfingen in der Oberliga Baden-Württemberg. Im Sommer 2019 schloss sie sich dem Oberligisten TV Derendingen an, wo sie seitdem aktiv ist.